# José María Manzano
José María Manzano fue un marino argentino que sirvió en la armada de su país durante la segunda mitad del siglo XIX, luchando en la Guerra entre la Confederación Argentina y el Estado de Buenos Aires y en la Guerra del Paraguay.

## Biografía
Fue dado de alta en la armada de la Confederación Argentina el 4 de marzo de 1851. Bajo el mando del coronel Antonio Toll sirvió en la Escuela Teórico Práctica, precursora de la Escuela Naval, durante 1851 y 1852.
Con el grado de subteniente estuvo al mando de la goleta Santa Clara en 1854.
Iniciada la Guerra entre la Confederación Argentina y el Estado de Buenos Aires, Manzano permaneció al servicio de la escuadra del Estado de Buenos Aires al mando de Antonio Susini.
Con el grado de teniente en 1859 fue puesto al mando del Yeruá (ex Rápido, 5 cañones). Durante el Combate de Martín García (1859) su buque sufrió la mayor parte de las bajas porteñas al ser espoloneado de popa y abordado por el vapor Pampero. Si bien el espolón abrió un rumbo, el abordaje fracasó muriendo en el asalto el comandante nacional Santiago Maurice.
Sirvió luego brevemente en el vapor 25 de Mayo y en el vapor Corza. Este último permaneció surto en el puerto de la ciudad de Buenos Aires y la única actividad registrada es el traslado del presidente Santiago Derqui en noviembre de 1860 del Riachuelo al vapor Guardia Nacional.
En 1860 con el grado de teniente sirvió en el vapor Guardia Nacional. En 1861 fue promovido a capitán y en diciembre asumió el mando del vapor Libertad. Finalizado el conflicto, en abril de 1862 el vapor pasó a servir en la Capitanía de Puertos y Manzano pasó al mando del vapor Hércules.
Pasó a Europa a completar su formación profesional en Cádiz. El 23 de marzo de 1866 fue dado de baja, siendo reincorporado el 19 de noviembre de ese mismo año.
Al estallar la guerra de la Triple Alianza en 1865, con el grado de sargento mayor graduado pasó al mando del vapor Pampero, armado con 13 cañones de avancarga, y fue afectado al transporte de tropas a la zona de operaciones.
En esos momentos la marina argentina era prácticamente inexistente: los vapores utilizados en las guerras civiles se encontraban en reparaciones, en desarmame o arrendados. Solo permanecían en operaciones el Pampero y el Argos, de relativo valor militar, y el Guardia Nacional, el único con alguna capacidad de combate. El gobierno debió contratar numerosos buques de cabotaje mercante y utilizar dos pequeños vapores construidos en el Riachuelo para la navegación del río Negro, el Choele Choel y el Feliz Colón, que sería rebautizado Itapirú.
En mayo, el Pampero transportó al escuadrón de Artillería Montada al mando del sargento mayor Joaquín Viejobueno y luego al Batallón N°1 de línea al mando del coronel Manuel Roseti.
Durante la reconquista de la ciudad de Corrientes por las tropas de Wenceslao Paunero, proporcionó apoyo de artillería, incorporándose luego a la División Naval Brasileña del Alto Paraná como transporte.
Regresó a Buenos Aires a fines de 1865 para convertirse en pontón estacionario en Balizas Exteriores, mientras que Manzano pasaba a comandar a partir de 1866 el vapor Menay (Chacabuco) con el cual transportó tropas al frente en abril de ese año.
El resto del año estuvo brevemente al mando de los vapores Caaguazú y Buenos Aires, afectados también a tareas logísticas.
En la Memoria de la Marina de 1868 figura con el grado de sargento mayor graduado, dado de alta en la plana mayor el 26 de julio de 1867. No obstante, en marzo de 1868 obtuvo licencia hasta 1871, cuando fue reincorporado al servicio y puesto al mando del vapor Coronel Roseti con el cual transportó tropas a Rosario durante la primera rebelión Jordanista.
Modificado el escalafón, fue reconocido en el grado de teniente de navío y promovido a capitán de fragata en 1889.
Falleció el 26 de febrero de 1892.